# Floria Sigismondi
Floria Sigismondi (Pescara, 1965) é uma fotógrafa e diretora ítalo-canadense. Nascida na Itália, seus pais, os cantores de ópera Lina e Domenico Sigismondi, se mudaram com a família para Hamilton, Ontário, no Canadá, quando Flora tinha dois anos de idade.
Além de seus outros trabalhos como fotógrafa, ela é mais conhecida por escrever e dirigir The Runaways, estrelado por Kristen Stewart e Dakota Fanning. Floria também dirigiu videoclipes de artistas como Justin Timberlake, Christina Aguilera, Katy Perry, David Bowie, Marilyn Manson, P!nk, Björk, Muse, entre outros.Ela também trabalhou em comerciais para a Target e Adidas.